# Unité urbaine de Borgo
L'unité urbaine de Borgo est une unité urbaine française centrée sur les communes de Borgo et Lucciana, en Haute-Corse.

## Données générales
Dans le zonage réalisé par l'Insee en 2010, l'unité urbaine était composée de six communes.
Dans le nouveau zonage réalisé en 2020, elle est composée des six mêmes communes.
En 2022, avec 23 209 habitants, elle représente la 2e unité urbaine du département de Haute-Corse et occupe le 3e rang dans la région Corse.
En 2021, sa densité de population s'élève à 177 hab/km2. Par sa superficie, elle ne représente que 2,7 % du territoire départemental mais, par sa population, elle regroupe 12,08 % de la population du département de la Haute-Corse.

## Composition de l'unité urbaine en 2020
Elle est composée des six communes suivantes :
| Nom            | Code Insee | Département | Statut       | Superficie (km2) | Population (dernière pop. légale) | Densité (hab./km2) | Modifier                                    |
| -------------- | ---------- | ----------- | ------------ | ---------------- | --------------------------------- | ------------------ | ------------------------------------------- |
| Borgo          | 2B042      | Haute-Corse | ville-centre | 37,78            | 10 102 (2022)                     | 267                | modifier les données · modifier les données |
| Lucciana       | 2B148      | Haute-Corse | ville-centre | 29,16            | 6 354 (2022)                      | 218                | modifier les données · modifier les données |
| Monte          | 2B166      | Haute-Corse | banlieue     | 14,91            | 619 (2022)                        | 42                 | modifier les données · modifier les données |
| Sorbo-Ocagnano | 2B286      | Haute-Corse | banlieue     | 10,63            | 901 (2022)                        | 85                 | modifier les données · modifier les données |
| Venzolasca     | 2B343      | Haute-Corse | banlieue     | 16,15            | 1 840 (2022)                      | 114                | modifier les données · modifier les données |
| Vescovato      | 2B346      | Haute-Corse | banlieue     | 17,52            | 3 393 (2022)                      | 194                | modifier les données · modifier les données |

## Évolution démographique
| 1968  | 1975  | 1982  | 1990   | 1999   | 2009   | 2014   | 2021   |
| ----- | ----- | ----- | ------ | ------ | ------ | ------ | ------ |
| 6 378 | 8 751 | 9 947 | 11 276 | 13 605 | 17 148 | 19 167 | 22 311 |

#### Données générales
- Unité urbaine
- Aire d'attraction d'une ville
- Aire urbaine (France)
- Liste des unités urbaines de France

#### Données démographiques en rapport avec l'unité urbaine de Borgo
- Aire d'attraction de Bastia
- Arrondissement de Bastia
- Arrondissement de Corte

#### Données démographiques en rapport avec la Haute-Corse
- Démographie de la Haute-Corse